# Baie de la Delaware

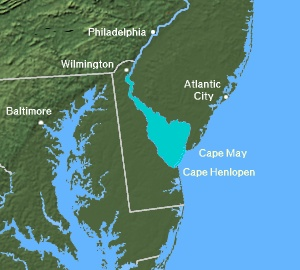
La baie du Delaware en vert eau, avec la péninsule de Delmarva qui la sépare de la baie de Chesapeake (à gauche)

La baie du Delaware (anglais : Delaware Bay) est un large estuaire au débouché de la Delaware River sur la côte nord-est des États-Unis et où eau douce et eau de mer de l'océan Atlantique se mélangent sur plusieurs kilomètres. La baie a une superficie de 2 030 km2. La baie est bordée par l'État du Delaware à l'ouest et celui du New Jersey à l'est.

## Description
Les deux caps (les Delaware Capes) qui marquent la frontière avec l'océan Atlantique sont le cap Henlopen, côté Delaware, et le Cape May au New Jersey. Distants l'un de l'autre de 18 km, ils ferment la baie.
Les côtes de la baie sont principalement composées de schorre (pré-salé) et de marécages. Du côté de la Delaware, de nombreuses petites rivières se jettent dans la baie dont (du nord au sud) : la Christina, l'Appoquinimink (en), la Leipsic (en), la Smyrna (en), la St. Jones (en) et la Murderkill (en). Du côté du New Jersey, on peut citer la Salem (en), la Cohansey (en) et la Maurice (en). Plusieurs de ces rivières sont protégées pour leur zone humide unique au titre de site Ramsar. La baie sert de lieu de reproduction pour de nombreuses espèces aquatiques dont la limule. La baie est aussi un lieu privilégié pour les huîtres.
Contrairement à la baie voisine de Chesapeake de l'autre côté de la péninsule de Delmarva, la baie du Delaware n'est traversée par aucun pont ou tunnel mais un ferry assure la liaison entre le Cape May (New Jersey) et Lewes (Delaware).

## Source
- (en) Cet article est partiellement ou en totalité issu de l’article de Wikipédia en anglais intitulé « Delaware Bay » (voir la liste des auteurs).